# یون جونگ هون (بازیگر، زاده ۱۹۷۸)
یون جونگ هون (کره‌ای: 연정훈؛ زادهٔ ۶ نوامبر ۱۹۷۸) بازیگر اهل کره جنوبی است. او بیشتر به خاطر ایفای نقش در شرق بهشت (۲۰۰۸)، دادستان خون‌آشام (۲۰۱۱-۲۰۱۲) و دروغ پشت دروغ (۲۰۲۰) شناخته می‌شود. یون مجری تخت‌گاز کره، نسخه کره‌ای برنامه بی‌بی‌سی بوده است.